# Ilza
Ilza – imię żeńskie. Pochodzi ze zdrobniałej formy niemieckiej odmiany imienia Elżbieta - Elizabeth - Ilse.
Ilza imieniny obchodzi 8 maja.